# Мон де Ка (сирене)
 Тази статия е за сиренето Мон де Ка.  За бирата със същата марка вижте Мон де Ка.  
Мон де Ка (на френски: Mont des Cats) е френско сирене от краве мляко.

## История
Сиренето се прави от монасите в траписткото абатство Мон де Ка (Abbaye Sainte Marie du Mont des Cats) в близост до Годверсвелде, регион Север-Па дьо Кале, департамент Нор, Северозападна Франция. Абатството е основано през 1826 г. и е част от Ордена на цистерцианците на строгото спазване.
Както всяко трапистко абатство и Мон де Ка се самоиздържа чрез производство на земеделска продукция, бира и сирене. Монасите притежават собствена кравеферма и произвеждат сирене за нуждите на монашеското братство. Поради отличното му качество сиренето започват да купуват първоначално местните жители. Постепенно производството се увеличава, но поради недостига на краве мляко монасите започват да купуват мляко от околните ферми и села. В средата на XIX век сиренето Мон де Ка е вече добре познато в Париж. В края на XIX век това сирене под марката „Сен Бернар“ (Saint Bernard) неколкократно получава награди на Парижките селскостопански изложения (1888, 1889, 1892 г.).
През 1970 г. монасите от Мон де Ка вземат решение да не се занимават за в бъдеще с отглеждането на крави. Земите, принадлежащи на абатството, са отдадени под аренда на местни фермери. Понастоящем монасите изкупуват от тях мляко и се занимават изключително с производството на сирене. Млякото се произвежда в 24 ферми, разположени в четирите съседни села: Годверсвелде, Бертен, Метерен и Бешпе. Самото абатство разполага със съвременни цехове и оборудване за производство на сирене, отговарящи на всичи европейски норми за качество.

## Характеристика и производство
Годишно в абатството се произвежда около 220 тона сирене Мон де Ка и 10 тона сметана и масло. Сиренето се продава основно в северните райони на Франция, но може да се купи и в Париж, и в Белгия.
Мон де Ка съзряво във влажни помещения в продължение на два масеца. В процеса на зреене сиренето се промива с разсол, съдържащ естествен оцветител от семена на анато, благодарение на което придобива леко оранжев цвят.
Сиренето се произвежда на кръгли пити с диаметър 20 см и дебелина 4 – 5 см., с тегло около 1,8 кг. Съдържанието на мазнини е около 40 – 45 %. Полутвърдата вътрешност с оранжев цвят има малки дупки. Сиренето има нежен и приятен вкус.
В абатството се произвеждат три вида сирена: Grand Mont des Cats – кръгли пити с тегло около 2 кг, Dessert des Trappistes – малки кръгли пити с тегло около 500 гр. и Flamay – оранжево сирене, напомнящо на младото сирене Мимолет. Сиренето се приготвя по стари трапистки рецепти от 1830 г. Всяко от тези сирена зрее около 4 седмици.
Мон де Ка се съчетава най-добре със сухи бели мускатови вина.
Сиренето Mont des Cats носи логото „Автентичен трапистки продукт“ на „Международната трапистка асоциация“ (ITA), което гарантира, че продуктът е произведен в трапистко абатство от или под контрола на монасите.